# Renate Schottelius
Renate Schottelius (8 de desembre de 1921, Flensburg, Alemanya - 27 de setembre de 1998, Buenos Aires, Argentina) va ser una ballarina i coreògrafa alemanya, pionera de la dansa moderna a Argentina.

## Biografia
Filla del dramaturg, etnòleg i arqueòleg professor Justus W. Schottelius, va créixer a Berlín i va estudiar ballet en l'Òpera de Berlín i dansa moderna amb Ruth Abramovitz de l'escola de Mary Wigman. Va emigrar a causa de l'ascens del nazisme el 1936 a l'Argentina on va ser rebuda per un oncle (els seus pares van emigrar a Colòmbia) i on es va perfeccionar amb Miriam Winslow ballant en la seua companyia entre 1942-47. En 1953 va viatjar als Estats Units i va establir contactes amb coreògrafs com Martha Graham, José Limon, Hanya Holm i Agnes de Mille.
Les seues coreografies es van presentar al Teatre Presidente Alvear, el Teatre San Martín, el Teatre Blanca Podestá i el Teatre Astral. Va supervisar el “Grup d'Experimentació de Dansa Contemporània” (GEDC). Va tornar a Alemanya de visita el 1958 i va fer classes magistrals a Boston.
Entre els seus deixebles més destacats es troben el coreògraf argentí Oscar Aráiz i Ana María Stekelman. En 1989 va rebre el Premi Konex - Diploma al Mèrit com una de les millors coreògrafes de la història a Argentina.